# فرودگاه شیگاتسه پیس
فرودگاه شیگاتسه پیس (به انگلیسی: Shigatse Peace Airport) یک فرودگاه نظامی و همگانی با کد یاتا RKZ است که یک باند فرود بتن دارد و طول باند آن ۵۰۰۰ متر است. این فرودگاه در کشور چین قرار دارد و در ارتفاع ۳۷۸۲ متری از سطح دریا واقع شده است.

## شرکت‌های هواپیمایی و مقصدهای پروازی
| شرکت‌های هواپیمایی  | مقصدهای پروازی                   |
| ------------------ | -------------------------------- |
| هواپیمایی شرقی چین | شی‌آن شیان‌یانگ, شانگهای هونگچیائو |
| تبت ایرلاینز       | چنگدو شوانگلیو                   |